# Gymnadenia carpatica
Gymnadenia carpatica är en orkidéart som först beskrevs av Zapal., och fick sitt nu gällande namn av Herwig Teppner och Erich Klein. Gymnadenia carpatica ingår i släktet brudsporrar, och familjen orkidéer. Inga underarter finns listade i Catalogue of Life.